# Sunny (少女時代)
李纯揆（：／ Lee Soon-gyu，1989年5月15日—），藝名珊妮，英文名為Susan Soonkyu Lee，美籍韓裔女歌手、主持人，韓國女子團體少女时代及子团少女時代-Oh! GG成員，隊內擔當領唱。叔叔為SM娛樂創辦人李秀滿。
原本在父親的經紀公司訓練了9年，正要出道時遭遇公司破產。之後由Sugar成員亞由美推薦參加SM娛樂甄選成為練習生，在2007年8月5日以少女時代正式出道。2018年與太妍、孝淵、俞利、潤娥組成少女時代子團少女時代-Oh! GG。
2023年8月8日，Sunny在個人社群平台發佈離開SM娛樂聲明，隨後SM娛樂證實與Sunny的專屬合約結束。

## 姓名
蘇珊·純揆·李（Susan Soonkyu Lee）為加州出生局顯示的英文本名。「李純揆」則為本人於2014年9月30日的少女時代深圳粉絲見面會親筆寫下的漢字本名。李順圭為中國大陸的非官方譯名。珊妮為台灣愛貝克思的官方中文藝名。為台灣愛貝克思的官方英文藝名。

## 早年生活
珊妮于1989年5月15日出生于加利福尼亞州橘郡，上有兩個分別年長15歲和12歲的姐姐，都在同一天生日。後搬到科威特，因被遣送回韓國，因年幼時模糊的戰地印象與記憶而導致日後恐懼鞭炮等類似槍砲的聲響。本名雖由爺爺親自取名，本人覺得俗氣而不喜歡被叫本名，因而另取藝名。是SM娛樂创办人李秀滿的親姪女。珊妮就讀中學時曾學習法語。
原本在父親李秀英（此前曾擔任大學搖滾樂團「跑道」的經紀人）的經紀公司訓練了9年，原預定加入已出道女團「Sugar」，但尚未加入前，團體卻於2006年解散。後來準備另以「TINTOP」出道時，遭遇公司破產。之後由Sugar成員之一的亞由美推薦參加SM Entertainment甄選成為練習生，終在2007年8月5日以女團少女時代出道，並在隊内擔任領唱。

## 音樂作品

### OST
| 發佈日期       | 電視劇/電影名稱           | 歌曲名稱      | 合唱歌手                   |
| 2007年11月22日 | SBS《尋找兒子三萬里》     | Touch The Sky | 太妍、潔西卡、蒂芬妮、徐玄 |
| 2008年1月28日  | KBS 2《快刀洪吉童》       | 小船          | 太妍、潔西卡、蒂芬妮、徐玄 |
| 2008年8月8日   | SBS《全職媽媽》           | 不懂愛情      | 不適用                     |
| 2008年9月17日  | MBC《貝多芬病毒》         | Day By Day    | 太妍、潔西卡、蒂芬妮、徐玄 |
| 2009年3月19日  | 電影《葡萄酒的故事》      | 現在          | 不適用                     |
| 2009年9月23日  | MBC《向大地頭球》         | 這是愛情      | 太妍                       |
| 2009年9月30日  | MBC《向大地頭球》         | Motion        | 太妍、潔西卡、蒂芬妮、徐玄 |
| 2010年4月15日  | SBS《Oh! My Lady 愛你呦》 | 你的玩偶      | 不適用                     |
| 2010年8月9日   | SBS卡通《我的朋友海治》   | 我的朋友海治  | 太妍、潔西卡、蒂芬妮、徐玄 |
| 2012年8月22日  | SBS《致美麗的你》         | 是我          | Luna                       |
| 2013年6月13日  | MBC《女王的教室》         | 第二個抽屜    | 不適用                     |
| 2014年4月7日   | 電影《Make Your Move 3D》 | Cheap Creeper | 太妍、潔西卡、蒂芬妮、徐玄 |
| 2021年5月22日  | MBN《綁匪－盜取命運》     | 옷깃          | 不適用                     |
| 2021年11月22日 | SBS《成為你的夜晚》       | Sunshine      | 不適用                     |

### 其他歌曲
| 發佈日期       | 歌曲名稱                                   | 專輯/廣告                          | 合唱歌手                                             |
| 2008年5月8日   | 三星Anycall手機Haptic廣告歌                | Haptic Motion                      | 太妍、潔西卡、蒂芬妮、徐玄                           |
| 2008年6月5日   | Super Junior-Happy迷你專輯《料理王》       | 料理王                             | Super Junior-Happy                                   |
| 2009年12月15日 | 韓國首爾觀光宣傳歌曲                       | SEOUL                              | 太妍、潔西卡、徐玄、晟敏、東海、厲旭、圭賢           |
| 2010年5月20日  | 韓國水上樂園加勒比海灣廣告歌               | Cabi Song                          | 太妍、潔西卡、蒂芬妮、徐玄、潤娥、2PM                |
| 2012年2月1日   | Miryo迷你一輯《MIRYO aka JOHONEY》         | 我愛你 我愛你                      | 不適用                                               |
| 2013年12月29日 | SBS歌謠大戰 Friendship Project             | You are a miracle                  | 蒂芬妮、俞利、徐玄、其他歌手                         |
| 2014年11月20日 | 黃成濟 Project Super Hero Series #3        | First Kiss                         | 不適用                                               |
| 2015年4月21日  | 屋塔房工作室第一張單曲《Heart Throbbing》  | Heart Throbbing                    | 屋塔房工作室                                         |
| 2016年12月30日 | 你的聲音（Sound of Your Heart）            | SM STATION                         | 藝聲、朴善英、Seulgi、Wendy (Red Velvet)、泰一、道英 |
| 2017年9月15日  | 視線固定（U&I）                            | SM STATION 第二季                  | Henry                                                |
| 2018年2月26日  | 奇妙的想像                                 | Two Yoo Project - Sugar Man Part.6 | Henry                                                |
| 2018年8月29日  | TIME                                       | 2018 SPECTRUM Dance Music Festival | Hitchhiker、孝淵、泰容                               |
| 2019年11月20日 | This is Your Day (for every child, UNICEF) | SM STATION X                       | BoA、J-Min、始源、泰民、Suho、Wendy、道英            |
| 2021年12月27日 | Goodbye（十二月，再會）                    | 2021 Winter SMTOWN : SMCU EXPRESS  | 廷祐、仁俊                                           |

## 影視作品

### 電視劇
| 日期                         | 電視台 | 電視劇名稱     | 角色         | 性質 | 集數    |
| 2007年11月5日－2008年5月30日 | MBC    | 無法阻擋的婚姻 | 佛光洞七公主 | 客串 | 第64集  |
| 2009年3月2日－9月4日         | MBC    | 泰熙慧喬智賢   | 麵包店打工生 | 客串 | 第126集 |

### 電影
| 上映日期       | 電影名稱                                  | 角色     | 性質         |
| 2012年1月12日  | 無尾熊之子：英雄的誕生                    | Miranda  | 動畫配音     |
| 2012年6月21日  | I AM. - SM家族青春傳記電影                | （本人） | （沒有分類） |
| 2012年10月11日 | SMTOWN Live in Tokyo Special Edition -3D- | （本人） | （沒有分類） |
| 2014年5月1日   | 里約大冒險2                               | Jewel    | 動畫配音     |

### 音樂劇
| 演出日期                                            | 音樂劇名稱          | 角色         |
| 2012年3月28日－6月10日 2012年12月14日－2013年2月9日 | Catch Me If You Can | Brenda       |
| 2014年6月5日－8月3日                                | Singin' In the Rain | Kathy Selden |
| 2016年11月3日－2017年2月12日                        | 咖啡因              | WooKeumJi    |

### 音樂錄影帶
| 發佈日期       | 歌曲名稱      | 歌手                    | 語言 |
| 2008年6月5日   | 料理王        | Super Junior-Happy      | 韓語 |
| 2009年12月19日 | SEOUL         | Super Junior & 少女時代 | 韓語 |
| 2012年2月10日  | 我愛你 我愛你 | Miryo                   | 韓語 |

## 綜藝節目

### 固定出演
| 日期                          | 電視台    | 節目名稱                     | 集數       |
| 2009年10月23日－2010年6月11日 | KBS 2     | 青春不敗                     | 第1－32期  |
| 2011年11月12日－2012年7月7日  | KBS 2     | 青春不敗 2                   | 第1－31期  |
| 2014年9月21日－2015年4月14日  | SBS       | Roommate 2                   | 第21－46期 |
| 2017年11月2日－ 2018年1月18日 | E Channel | 交換人生實境節目－將我送給你 | 全集       |
| 2018年5月26日－ 2018年6月30日 | tvN       | 心酸旅游                     | 第25－30期 |
| 2018年10月11日 - 11月30日     | SBS PLUS  | Supermodel 2018 Survival     | 全集       |

### 旁白配音
| 日期                      | 電視台    | 節目名稱          | 集數       |
| 2017年11月18日－ 12月23日 | Channel A | 《給狗糧的男人2》 | 第30－35期 |
| 2018年1月6日－ 4月22日    | Channel A | 《給狗糧的男人2》 | 第37－52期 |

## 主持

### 節目主持
| 日期                          | 電視台          | 節目名稱                   | 合作藝人                                                     |
| 2008年10月25日                | YTN star        | Y-Star Live Power Music    | 不適用                                                       |
| 2009年2月13日－8月17日        | SBS MTV         | The M                      | 固定MC，與金亨俊主持                                         |
| 2009年8月24日－2010年4月4日   | SBS MTV         | The M                      | 固定MC，與瑟雍主持                                           |
| 2012年2月29日－3月21日        | SBS E!          | Music Island               |                                                              |
| 2013年10月4日                 | MBC             | 改變世界的Quiz             | 一日MC                                                       |
| 2015年4月18日                 | KBS-1TV         | 7080演唱會－90年代歌手特輯 |                                                              |
| 2015年8月22日－10月21日       | JTBC            | 連鎖購物家族               | 與朴明秀、朴志允、李英子、樸元主持                           |
| 2016年1月6日－13日            | MBC every1      | Weekly Idol                | 特別MC                                                       |
| 2016年6月5日－8月21日         | JTBC            | 天下壯士                   | 與姜虎东、殷志源、郑珍云、李奎翰、尹正秀                     |
| 2017年9月30日                 | Channel A       | 我們也是國家代表           | 特別MC，與李壽根、康男主持                                   |
| 2017年10月7日－8日            | KBS 2           | 鍵盤上的鬣狗               | 與鄭亨敦主持                                                 |
| 2018年1月11日－ 2月15日       | MBN             | 現實男女                   | 與尹正秀、梁世炯、申成宇、崔鍾訓、韓銀貞、孔賢珠、金請夏主持 |
| 2018年2月12日－ 4月5日        | XtvN            | 愛情也能翻譯嗎             | 與梁世炯、朴娜萊、Eric Nam、娜榮主持                         |
| 2018年5月1日 - 10月16日       | MBC every1      | Video Star                 | 與朴素賢、金淑、朴娜萊主持                                   |
| 2018年8月10日 - 10月26日      | MBN             | 現實男女2                  | 與尹正秀、梁世炯、利特、徐恩光、韓銀貞、張度妍、金請夏主持   |
| 2019年5月12日 - 7月14日       | JTBC            | Shall We Chicken           | 與金俊鉉、李奎翰、柳泰桓（主廚） 主持                        |
| 2019年9月16日 - 9月23日       | Channel A       | Eye Contact                | 特別MC，與姜鎬童、李尚敏主持                                 |
| 2019年12月11日 - 12月25日     | JTBC            | 今天開始 Patissier         | 特別節目，與黃光熙、曹璐主持                                 |
| 2020年10月16日 - 11月20日     | SBS PLUS        | TREND RECORD               | 與Yura、韓寶凜主持                                           |
| 2021年6月16日 - 8月25日       | Studio LuluLala | Idea Panda                 | 與金風、李恩智 (諧星)主持                                    |
| 2021年6月19日 - 2022年2月5日  | 東亞TV          | Beauty & Booty 第6季       | 與利特、韓彩英、倞利、率濱主持                               |
| 2021年8月11日 - 10月13日      | iHQ             | Spicy Girls                | 與金信英、Uie、磪有情主持                                    |
| 2021年8月30日 - 9月29日       | ALL THE K-POP   | 傳說的練習生               | 不適用                                                       |
| 2021年11月19日 - 2022年1月7日 | Mnet、TVING     | Love Catcher in Seoul      | 張度練、孫浩俊、Loco、曺薇娟                                 |

### 活動主持
| 日期          | 電視台      | 活動名稱                               | 合作藝人       |
| 2009年9月2日  | 不適用      | f(x)出道Showcase                       | 利特           |
| 2012年5月25日 | KBS Cool FM | 青少年 Kiss The Dream Concert          | 厲旭           |
| 2013年3月30日 | JTBC        | Super Joint Concert in Thailand        | 金鐘國         |
| 2013年5月26日 | 不適用      | Happy 4 K-pop Concert in Taiwan        | 不適用         |
| 2014年9月4日  | 不適用      | 上岩洞 MBC 開幕特輯                    | 裴燦秀         |
| 2015年9月6日  | 不適用      | DMC Festival 2015 MBC Radio DJ Concert | 裴燦秀         |
| 2017年9月29日 | KBS 2       | 2017 K-POP World Festival              | 金成柱、任創均 |

## 電台
| 放送日期                      | 放送局    | 節目名稱                    | 備註                 |
| DJ                            |           |                             |                      |
| 2008年2月4日－7月30日         | Melon放送 | 晟敏，Sunny的天方地軸 Radio | 與晟敏主持           |
| 2014年5月12日－2015年11月15日 | MBC FM4U  | Sunny的FM Date              | 單獨DJ               |
| 固定嘉賓                      |           |                             |                      |
| 2007年10月16日－11月27日      | Melon放送 | 晟敏，秀英的天方地軸 Radio  | 不適用               |
| 2007年11月28日－2008年4月3日  | MBC標準FM | 李彥，金申英的深深打破      | 每次兩名少女時代成員 |
| 2007年12月4日－2008年1月29日  | Melon放送 | 晟敏，秀英的天方地軸 Radio  | 與徐玄一同擔任嘉賓   |
| 2009年7月9日－10月13日        | MBC FM4U  | 太妍的親密朋友              | 不適用               |

## 生日會
- SUNNY BIRTHDAY PARTY

| 日期          | 城市 | 舉行地點    |
| 2017年5月15日 |      | COEX ARTIUM |

## 獎項
| 年份   | 受賞式                  | 獎項                   | 提名項目                | 結果 |
| ------ | ----------------------- | ---------------------- | ----------------------- | ---- |
| 2010年 | Mnet 20's Choice Awards | Hot Female Multitainer | 不適用                  | 提名 |
| 2012年 | 第6屆音樂劇大賞         | 女子新人賞             | 《Catch Me If You Can》 | 提名 |
| 2013年 | 韓國音樂劇大賞          | 女子新人賞             | 《Catch Me If You Can》 | 提名 |
| 2014年 | MBC放送演藝大賞         | Radio部門－新人賞      | 《Sunny的FM Date》      | 獲獎 |

## 外部連結
- Sunny的SM娛樂官方主頁 （页面存档备份，存于） 
- Sunny的X（前Twitter）
- Sunny的Instagram帳戶